# India op de Olympische Winterspelen 2006
Tijdens de Olympische Winterspelen van 2006 die in Turijn werden gehouden nam India  voor de zevende keer deel aan de Winterspelen.
Vier deelnemers kwamen uit in het alpineskiën, langlaufen en rodelen. De enige vrouw was Neha Ahuja, de eerste vrouw uit India die aan de Winterspelen deelnam. 

## Deelnemers
| Sport               | Olympiër (deelname) | Onderdeel           | Klassering | Resultaten                                                  |
| ------------------- | ------------------- | ------------------- | ---------- | ----------------------------------------------------------- |
| Alpineskiën mannen  | Hira Lal            | Reuzenslalom        | -          | dnf                                                         |
| Alpineskiën vrouwen | Neha Ahuja          | Reuzenslalom Slalom | 42e 51e    | 1e run 1.15,59, 2e run 1.25,72 1e run 55,45, 2e run 1.00,71 |
| Langlaufen          | Bahadur Gupta       | Sprint              | 78e        | Kw. 2.43,30                                                 |
| Rodelen             | Shiva Keshaven (3)  | Mannen              | 25e        | 3.31,937; 53,729 / 52,972 / 52,696 / 52,540                 |

Albanië · Algerije · Amerikaanse Maagdeneilanden · Andorra · Argentinië · Armenië · Australië · Azerbeidzjan · België · Bermuda · Bosnië en Herzegovina · Brazilië · Bulgarije · Canada · Chili · China · Chinees Taipei · Costa Rica · Cyprus · Denemarken · Duitsland · Estland · Ethiopië · Finland · Frankrijk · Georgië · Griekenland · Groot-Brittannië · Hongarije · Hongkong · Ierland · IJsland · India · Iran · Israël · Italië · Japan · Kazachstan · Kenia · Kirgizië · Kroatië · Letland · Libanon · Liechtenstein · Litouwen · Luxemburg · Macedonië · Madagaskar · Moldavië · Monaco · Mongolië · Nederland · Nepal · Nieuw-Zeeland · Noord-Korea · Noorwegen · Oekraïne · Oezbekistan · Oostenrijk · Polen · Portugal · Roemenië · Rusland · San Marino · Senegal · Servië en Montenegro · Slovenië · Slowakije · Spanje · Tadzjikistan · Thailand · Tsjechië · Turkije · Venezuela · Verenigde Staten · Wit-Rusland · Zuid-Afrika · Zuid-Korea · Zweden · Zwitserland